# Kleinarl
Kleinarl ist eine Gemeinde mit 820 Einwohnern (Stand 1. Jänner 2024) im Salzburger Land im Bezirk St. Johann im Pongau in Österreich.

## Geografie
Die Gemeinde liegt im Pongau im Salzburger Land am Rand des Nationalparks Hohe Tauern.
Das Kleinarltal ist ein etwa 20 Kilometer langes Tal, das sich von Wagrain südwärts in die Radstädter Tauern zieht. Das Tal wird vom Kleinarler Bach (Kleinarler Ache) durchflossen, die dann als Wagrainer Ache bei St. Johann im Pongau in die Salzach mündet. Ortsteile sind Hinterkleinarl und Mitterkleinarl. Der Ort Vorderkleinarl gehört zur Gemeinde Wagrain.
Höchster Berg des Gemeindegebiets ist der Faulkogel (2654 m), der markanteste und zugleich Hausberg ist jedoch die Ennskraxen (2410 m), auch kurz Krax genannt. In ihrer unmittelbarer Nähe entspringt – auf der Flachauer Seite in Flachau – der Fluss Enns.
Landschaftlich ist das Kleinarltal von markanten Kalkstöcken auf der talauswärts rechten Talseite geprägt. Außerdem verfügt das Kleinarltal über zahlreiche Almen und weitläufige Waldflächen. Am Ende des Talbodens findet sich der Jägersee, auf einer erhöhten Talstufe auf 1.762 Metern Seehöhe der Tappenkarsee.
Nach Unwettern im August 2017 sind Muren abgegangen und haben Bäche zu 2 neuen Seen in der Nähe des Jägersees aufgestaut. Im Sommer 2019 wurden beide Seen von der Gutsverwaltung beim Jägersee wieder entfernt.

### Nachbargemeinden
|            | Wagrain                                     |                |
| Großarl    | Kompassrose, die auf Nachbargemeinden zeigt | Flachau        |
| Hüttschlag |                                             | Zederhaus (TA) |

## Geschichte
Während die Kleine Arl, ein Nebenfluss der Salzach, schon für das Jahr 930 urkundlich nachweisbar ist, wurde das gleichnamige Tal und somit das Gebiet der heutigen Gemeinde Kleinarl erst im 12. Jahrhundert durch Anlage von Schwaigen urbar gemacht. Das Kleine Arltal gehörte bis zur Errichtung des Landgerichtes Wagrain im 15. Jahrhundert zum Pfleggericht Radstadt.

## Kultur und Sehenswürdigkeiten

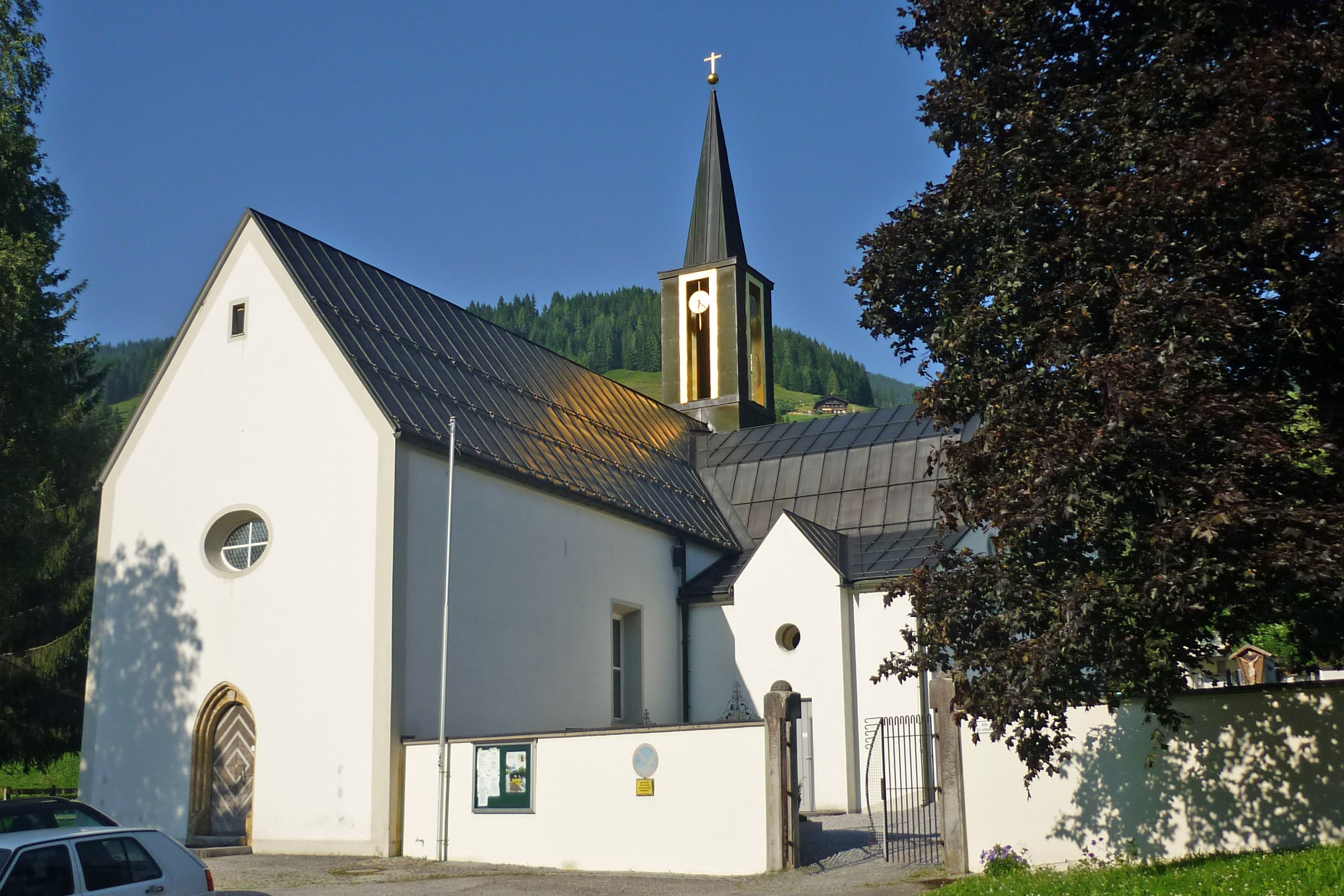
Pfarrkirche Kleinarl

- Katholische Pfarrkirche Kleinarl hl. Laurentius: Die gotische Kirche wurde im Jahre 1443 geweiht. Der Altar wurde 1775 vom Bildhauer Petrus Schmid geschaffen. Von 1984 bis 1986 erfolgte der Abbruch des barocken Erweiterungsbaues von 1775 und eine neue Erweiterung nach den Plänen des Architekten Heinz Tesar.
- Pfarrhof Kleinarl
- 2010 wurde das neue Gemeindeamt eröffnet. Es ist ein zeitgemäßes Gebäude mit einem autonomen hölzernen Körper über dem Erdgeschoß. Im Gebäude befinden sich neben dem Gemeindeamt auch das Büro des Tourismusverbandes Kleinarl sowie ein multifunktionales Sitzungszimmer und der Brauchtumsgruppenraum. Das mit dem Holzbaupreis Salzburg 2011 ausgezeichnete Gebäude wurde von der Architektin Kathrin Aste[3] geplant. Die Ausführung erfolgte durch die Kleinarler Zimmerei Guggenberger.

### Naturdenkmäler

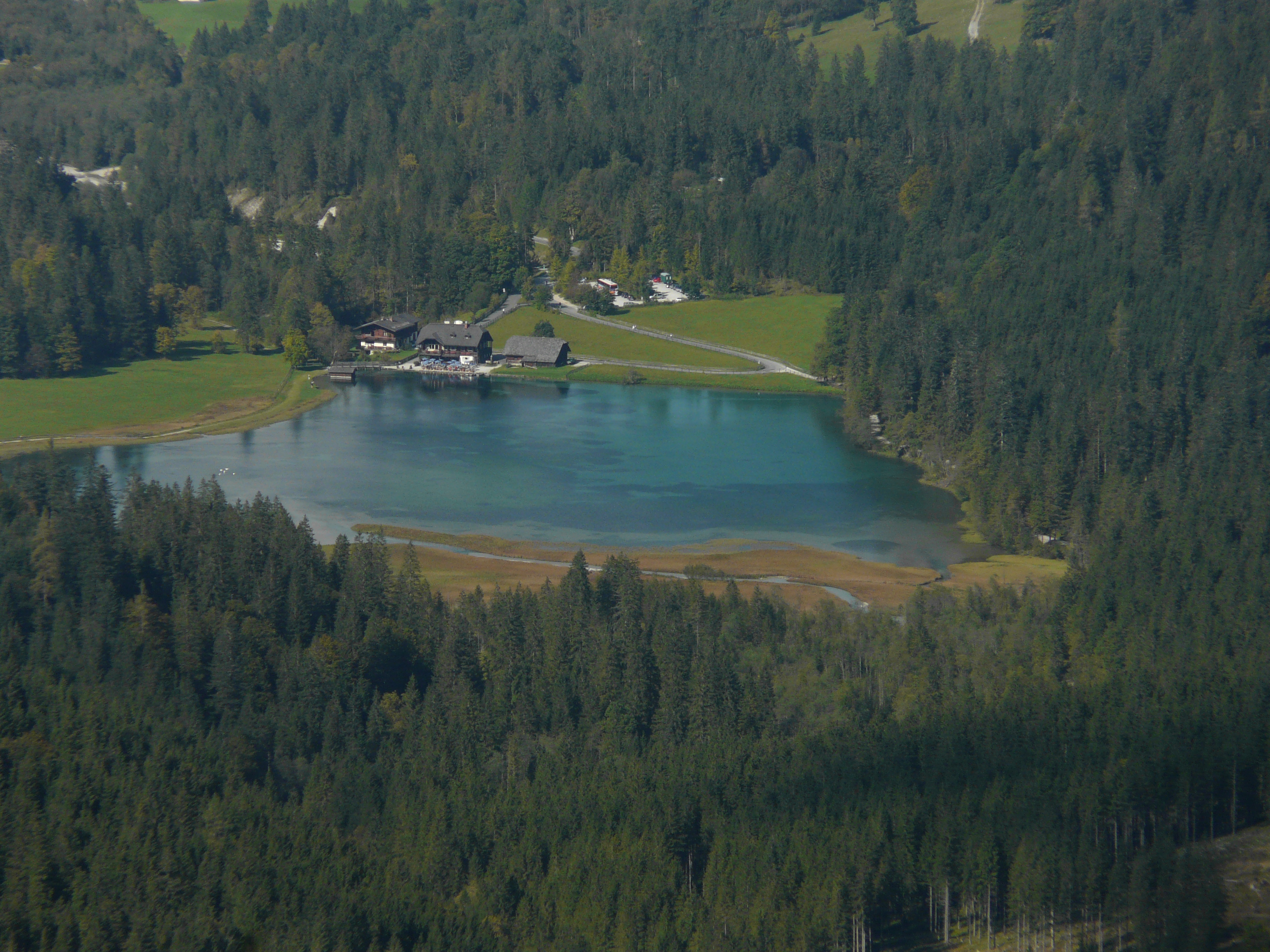
Jägersee am Talschluss von Kleinarl

- Jägersee
- Tappenkarsee

## Wirtschaft und Infrastruktur

### Wirtschaftssektoren
Von den 29 landwirtschaftlichen Betrieben des Jahres 2010 wurden acht im Haupt, zwanzig im Nebenerwerb und eine von einer juristischen Person geführt. Dieser Betrieb bewirtschaftete 72 Prozent der Flächen. Im Produktionssektor arbeiteten fünfzehn der neunzehn Erwerbstätigen in der Bauwirtschaft. Die größten Arbeitgeber im Dienstleistungssektor waren die Bereiche Beherbergung und Gastronomie (62), Verkehr (26), soziale und öffentliche Dienste (17) und freiberufliche Dienstleistungen (14 Mitarbeiter).
| Wirtschaftssektor            | Anzahl Betriebe | Anzahl Betriebe | Erwerbstätige | Erwerbstätige |
| Wirtschaftssektor            | 2011            | 2001            | 2011          | 2001          |
| ---------------------------- | --------------- | --------------- | ------------- | ------------- |
| Land- und Forstwirtschaft 1) | 29              | 29              | 21            | 20            |
| Produktion                   | 9               | 4               | 19            | 21            |
| Dienstleistung               | 68              | 58              | 131           | 139           |

1) Betriebe mit Fläche in den Jahren 2010 und 1999

### Fremdenverkehr
Die Anzahl der Übernachtungen stieg von 174.000 im Jahr 2010 auf 333.000 im Jahr 2019. Die wichtigste Saison ist der Winter mit 64.000 Nächtigungen im Feber, auf die Monate Juli und August entfallen jeweils 46.000 Übernachtungen.

## Politik

### Gemeinderat
| Gemeinderatswahl 2024Wahlbeteiligung: 85,5 % 6050403020100 55,4 % (−2,3 %p)24,8 % (+5,1 %p)19,8 % (−2,7 %p) ÖVPSPÖFDK20192024 |

Die Gemeindevertretung hat insgesamt 13 Mitglieder, bis 2024 waren es 9.
- Mit den Gemeindevertretungs- und Bürgermeisterwahlen in Salzburg 2004 hatte die Gemeindevertretung folgende Verteilung: 5 ÖVP, 3 SPÖ, und 1 FDK.
- Mit den Gemeindevertretungs- und Bürgermeisterwahlen in Salzburg 2009 hatte die Gemeindevertretung folgende Verteilung: 6 ÖVP, 2 SPÖ, und 1 FDK.[8]
- Mit den Gemeindevertretungs- und Bürgermeisterwahlen in Salzburg 2014 hatte die Gemeindevertretung folgende Verteilung: 5 ÖVP, 2 FDK, und 2 SPÖ.[9]
- Mit den Gemeindevertretungs- und Bürgermeisterwahlen in Salzburg 2019 hatte die Gemeindevertretung folgende Verteilung: 5 ÖVP, 2 FDK, und 2 SPÖ.[10]
- Mit den Gemeindevertretungs- und Bürgermeisterwahlen in Salzburg 2024 hat die Gemeindevertretung folgende Verteilung: 8 ÖVP, 3 SPÖ und 2 FDK.[11]

|  | Hier fehlt eine Grafik, die leider im Moment aus technischen Gründen nicht angezeigt werden kann. Wir arbeiten daran! |

### Bürgermeister
- 1994–1999 Johann Schwarzenbacher (ÖVP)[12]
- 1999–2018 Max Aichhorn (ÖVP)[13]
- seit 2018 Wolfgang Viehhauser (ÖVP)[14]

### Wappen
Das Wappen der Gemeinde ist: „In grünem Schild ein goldenes zwölfendiges Hirschgeweih mit Grind, zwischen den Stangen ein silbernes sechsspeichiges Wagenrad.“
Das Wappen wurde 1965 verliehen. Das Hirschgeweih ist ein Symbol für die Jagd, das silberne Rad steht für die frühere Zugehörigkeit zum Gericht Radstatt.

## Persönlichkeiten

### Söhne und Töchter der Gemeinde
- Sepp Neumayr (1932–2020), Komponist
- Annemarie Moser-Pröll (* 1953), ehemalige österreichische Skirennläuferin
- Cornelia Pröll (* 1961), ehemalige österreichische Skirennläuferin
- Josef Franz Fritzenwallner (* 1965), Politiker (FPÖ/BZÖ/FDK) und Gastwirt

### Mit der Gemeinde verbundene Persönlichkeiten
- Johann Kirchner (1876–1948), Landwirt und Politiker (CSP)